# Argentina i olympiska vinterspelen 1948
Argentina deltog med 9 deltagare vid de olympiska vinterspelen 1948 i Sankt Moritz. Ingen av landets deltagare erövrade någon medalj.